# اچ‌ام‌اس دیترویت (۱۸۱۳)
اچ‌ام‌اس دیترویت (۱۸۱۳) (به انگلیسی: HMS Detroit (1813)) یک کشتی ۲۰ توپه بود؛ که در اختیار نیروی دریایی انگلیس قرار داشت و در دریاچه ایری فعالیت می‌کرد. این کشتی در سال ۱۸۱۳ عملیاتی شد و در جنگ سال ۱۸۱۲ به عنوان قوی‌ترین کشتی انگلیس در این دریاچه فعالیت می‌کرد. اما نیروهای آمریکایی آن را در نبرد دریاچه ایری تصرف کردند اما توپ‌های آن از کار افتاد و دیگر کار نمی‌کرد. بعداً آنرا زمینگیر کردند و هنگامی که خواستند آن را به نزدیک آبشار نیاگارا منتقل کنند شکست و از بین رفت.